# Cento piccole mamme
Cento piccole mamme è un film italiano del 1952 diretto da Giulio Morelli.

## Produzione
La pellicola è ascrivibile al filone dei melodrammi sentimentali, comunemente detto strappalacrime, allora molto in voga tra il pubblico italiano, in seguito ribattezzato dalla critica con il termine neorealismo d'appendice.
Uno degli autori del soggetto, Jean Guitton, fu uno dei più importanti filosofi cattolici del Novecento.

## Distribuzione
Il film venne distribuito nel circuito cinematografico italiano l'11 gennaio del 1952.
Venne in seguito distribuito anche in Francia (12 giugno 1952), Finlandia (3 luglio 1953), Portogallo (12 febbraio 1954) e Danimarca (6 settembre 1954).

## Opere correlate
Il film è un remake della pellicola francese Le mioche del 1936, che era già stato oggetto di un rifacimento hollywoodiano nel 1940 intitolato Forthy Littles Mothers, i quali però, a differenza del film italiano, erano sui toni della commedia anziché del melò.